# Mattias Jonsson (Läma)
Mattias Jonsson (Läma), född på 1200-talet, död mellan 1340–1343, var en svensk präst och domprost.

## Biografi
Mattias Jonsson (Läma) var son till riddare Johan (Läma). Han var domprost i Växjö från 1320 till 7 april 1340. Mattias Jonsson avled före 25 januari 1343.